# L'État sauvage
L'État sauvage je francouzský hraný film z roku 1978, který režíroval Francis Girod podle stejnojmenného románu Georgese Conchona (Prix Goncourt 1964).

## Děj
V roce 1960 ministr zdravotnictví postkoloniálního afrického státu, lékař Patrice Doumbé je v opozici vůči vlastní vládě. Do bývalé francouzské kolonie přijíždí na misi funkcionář mezinárodní instituce Avit Laurençon a jeho manželka Laurence. Doumbé s ní naváže styk. Laurence nahlíží na kolonii očima jejího bývalého milence, překupníka Gravenoire, a místního policejního komisaře d'Orlaville.

## Obsazení
| Michel Piccoli           | Orlaville       |
| Marie-Christine Barrault | Laurence        |
| Claude Brasseur          | Gravenoire      |
| Jacques Dutronc          | Avit Laurençon  |
| Doura Mané               | Patrice Doumbe  |
| Rüdiger Vogler           | Tristan         |
| Sidiki Bakaba            | Cornac          |
| Philippe Brizard         | Paul            |
| Jacques Sereys           | premiér         |
| Hassane Fall             | ministr mládeže |
| Umbañ U Kset             | Casimir Kotoko  |

## Ocenění
César: vítěz v kategorii nejlepší zvuk a nominace v kategorii nejlepší střih